# Quatre-Chemins
Quatre-Chemins est un hameau du village et commune de Welkenraedt, dans la province de Liège, en Belgique.
Avant la fusion des communes de 1977, Quatre-Chemins faisait déjà partie de la commune de Welkenraedt.

## Situation
Comme son nom l'indique, Quatre-Chemins se trouve au croisement de quatre routes menant respectivement à Henri-Chapelle, Bilstain, Andrimont et Elsaute. Il avoisine le hameau de Wooz (commune de Limbourg). L'autoroute E40 passe à quelques hectomètres au nord du hameau (sortie n°37 bis).